# Incidente di Honnō-ji

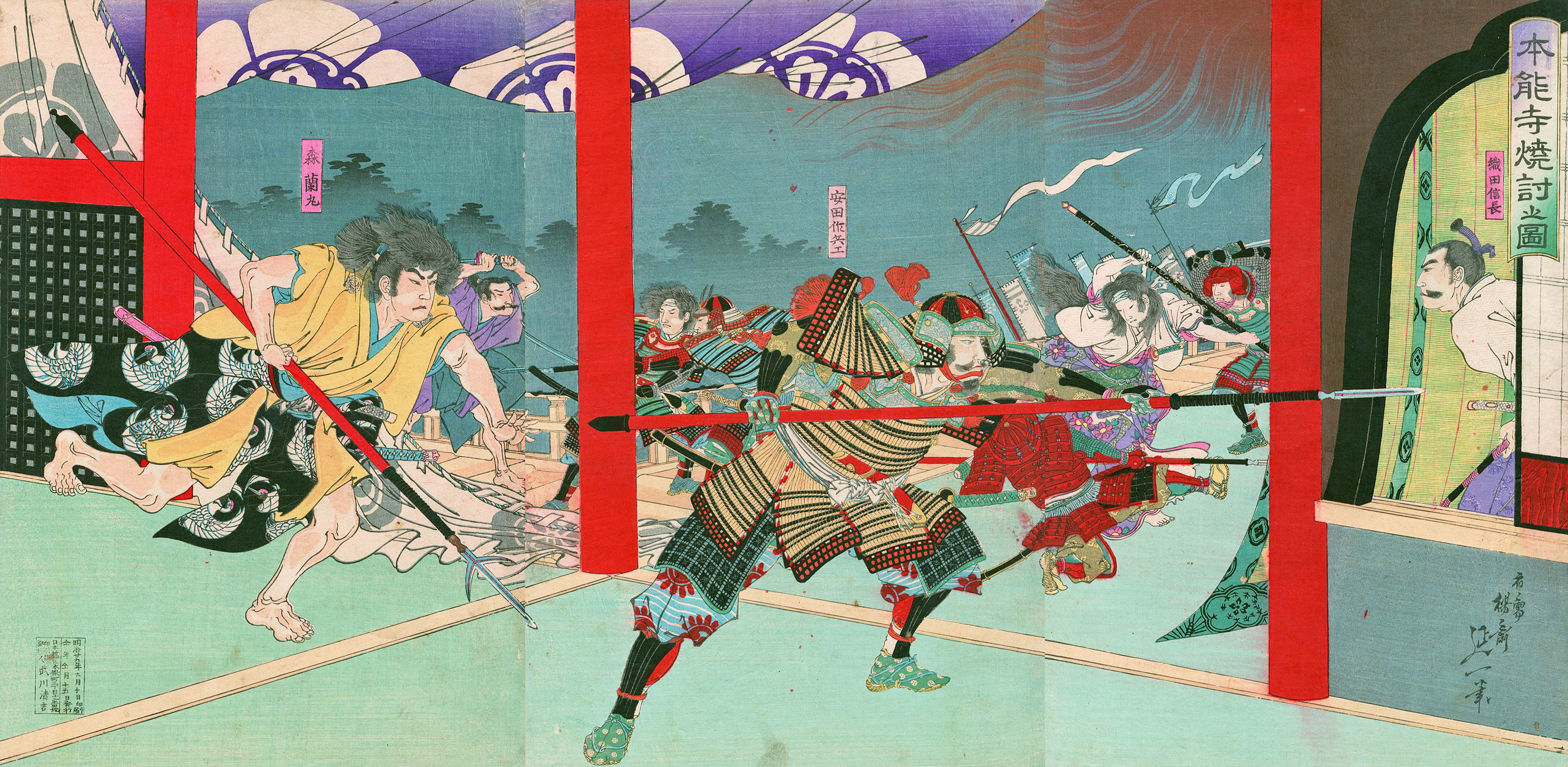
Incidente di Honnō-ji, stampa risalente al periodo Meiji.

L'incidente di Honnō-ji si riferisce al suicidio forzato del daimyō giapponese Oda Nobunaga, avvenuto il 21 giugno 1582 per mano del suo generale Akechi Mitsuhide. Honnō-ji è un tempio a Kyoto. Con la morte di Nobunaga, morì anche il suo sogno di unificare il Giappone e tenerlo sotto il suo controllo.

## Situazione storica
Oda Nobunaga era al massimo del suo potere, avendo distrutto lo stesso anno il clan Takeda. Aveva il controllo di tutto il Giappone centrale e gli unici avversari rimasti (i clan Hōjō, Uesugi e Mōri) erano indeboliti da lotte interne. Dopo la morte di Mōri Motonari, suo nipote, Mōri Terumoto voleva mantenere lo status quo, aiutato dai suoi due zii, per volontà dello stesso Motonari. Hōjō Ujiyasu, capo degli Hōjō, morì lasciando il clan nelle mani del figlio Ujimasa, mentre la morte di uno dei più grandi generali Uesugi Kenshin lasciò il clan Uesugi ricolmo di lotte interne e sempre più debole.
Approfittando di questa situazione a lui favorevole, Nobunaga iniziò ad inviare truppe in tutte le direzioni per conquistare nuovi territori. Ordinò ad Hashiba Hideyoshi di attaccare il clan Mori, a Niwa Nagahide di preparare l'invasione di Shikoku, a Takigawa Kazumasu di tenere d'occhio il clan Hōjō, e a Shibata Katsuie di invadere la provincia Echigo, terra in mano al clan Uesugi. Nobunaga ricevette la richiesta di inviare alcuni rinforzi da Hashiba Hideyoshi, le cui forze erano bloccate durante l'assedio del castello Takamatsu. Nobunaga fece dunque i preparativi per andare in soccorso di Hideyoshi. Ordinò anche ad Akechi Mitsuhide di andare in aiuto ad Hideyoshi. Mentre passava per Kyoto, Nobunaga si fermò per riposarsi nel tempio di Honnō-ji. Con sé non aveva un esercito, ma solo mercanti e funzionari di corte.

### Il tradimento di Mitsuhide

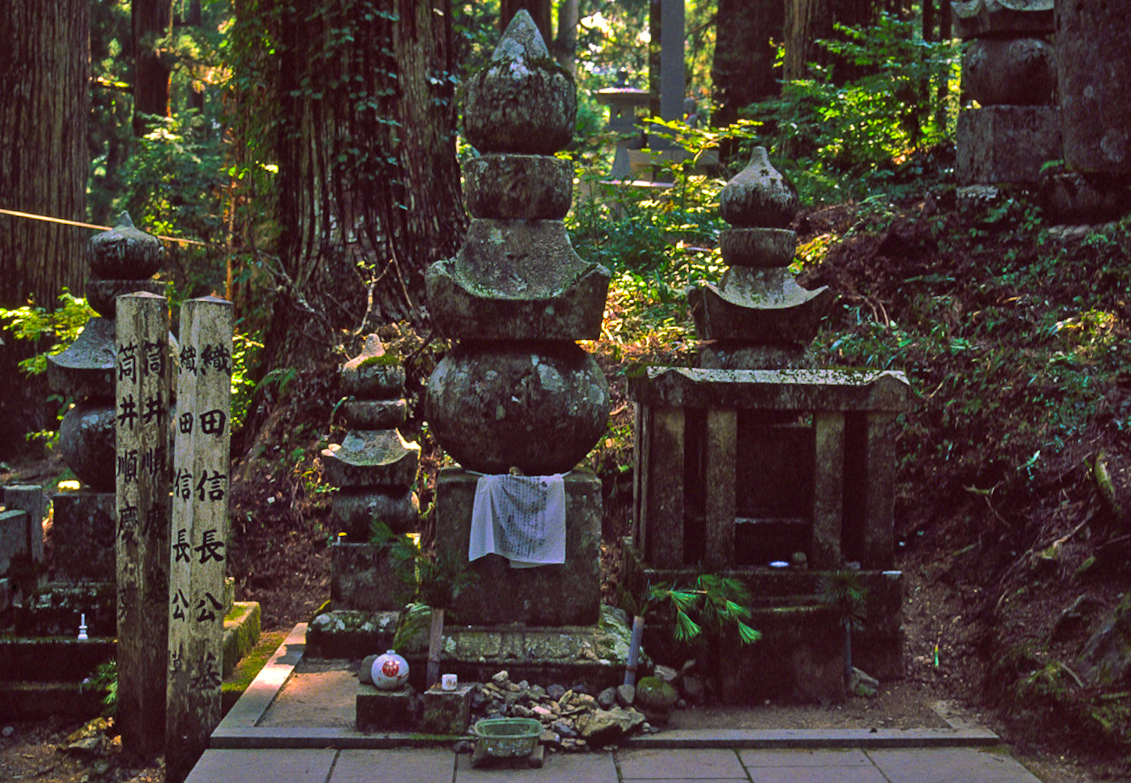
La tomba di Nobunaga sul monte Kōya, nella prefettura di Wakayama.

Akechi Mitsuhide, che aveva intenzione di ribellarsi al suo signore, capì che questa era l'opportunità migliore per colpire, perché Nobunaga nel tempio di Honnō-ji non era preparato a subire un attacco e il grosso del suo esercito, così come i suoi migliori generali, erano al fronte. Mitsuhide guidò le sue truppe attraverso Kyoto, con la scusa di una parata militare voluta dallo stesso Nobunaga, non estraneo a questo tipo di richieste, e una volta giunti presso Honnō-ji gridò: "Il nemico aspetta ad Honnoji!" (敵は本能寺にあり?, Teki wa Honnōji ni ari!).
Prima dell'alba, le truppe di Mitsuhide circondarono il tempio. Nobunaga e i suoi servitori cercarono di resistere, ma invano. Alla fine, Nobunaga si suicidò. Le sue ultime parole furono: "Ran! Fa' in modo che non entrino!". Si riferiva al suo giovane seguace Mori Ranmaru, che era riuscito ad incendiare il tempio, cosicché nessuno delle truppe di Mitsuhide potesse entrare e reclamare la testa di Nobunaga. Mitsuhide, catturato il tempio di Honnō-ji, attaccò anche Oda Nobutada, figlio di Nobunaga, che come il padre si suicidò. In seguito cercò di persuadere sia i vassalli di Nobunaga sia la corte imperiale a riconoscerlo come nuovo signore del clan.

### Dopo l'incidente
Concludendo rapidamente la pace con il clan Mōri, Hideyoshi ritornò dopo una decina di giorni. Riunì le file delle sue truppe con le rimanenti del clan Oda e s'incontrò con Niwa Nagahide ed Oda Nobutaka a Sakai. Marciando verso Kyoto, riuscì a cogliere di sorpresa Mitsuhide e a sconfiggerlo nella battaglia di Yamazaki: lo stesso Mitsuhide fu ucciso dal bandito Nakamura Chōbei mentre cercava di ritirarsi. Nessuno degli ufficiali di Nobunaga aveva le capacità e le risorse di Hashiba Hideyoshi, che divenne quindi il successore spirituale di Oda Nobunaga.

## Nella cultura di massa
- Kubi, regia di Takeshi Kitano (2023).